# Красний Холм (Калтасинський район)
Кра́сний Холм (рос. Красный Холм, башк. Красный Холм) — село у складі Калтасинського району Башкортостану, Росія. Входить до складу Краснохолмської сільської ради.
Населення — 275 осіб (2010; 283 у 2002).
Національний склад:
- росіяни — 42 %
- марійці — 28 %